# Trotteur italien
Le Trotteur italien (italien : Trottatore Italiano) est la race de chevaux de course italienne utilisée pour les courses de trot attelées et montées. Figurant parmi les trotteurs les plus rapides du monde, elle compte de nombreux champions, dont Varenne.

## Histoire
Les origines du trotteur italien remontent à la seconde moitié du XIXe siècle. En Italie, les premières compétitions de trot attelé se disputent dès 1808, dans l'hippodrome improvisé de Prato della Valle, à Padoue. Il faut attendre les années 1870-1880 pour voir un réel désir d'élevage propre au pays se manifester, des trotteurs américains et normands étant auparavant importés pour les courses. L’importation de trois cents chevaux Hackney et trotteur Norfolk de l’Angleterre, croisés avec les juments locales, forme ainsi la base de l’élevage italien.
Le trotteur italien est référencé depuis 1896 dans un Livre Généalogique, l'approbation la plus récente des normes du Livre remontant à 1994. Une véritable sélection s'organise à partir des années 1940, par inclusion de trotteurs américains, russes, français, de Pur-sangs et de Hackneys.

## Description
L’élevage en Italie est très lié à l’élevage américain, le trotteur français n’étant pas beaucoup utilisé. C’est la raison pour laquelle les trotteurs italiens sont relativement facilement reconnaissables par leur taille. Plus petit que leurs confrères, leur taille est entre celle du Standardbred américain et celle du Trotteur français. Cette taille est due aux origines britanniques, mais aussi au fait que les éleveurs italiens aiment les petits chevaux.
La tête, fine, présente un profil rectiligne et de petites oreilles. La croupe est puissante. Les membres sont fins mais solides.
La robe est généralement baie sous toutes les nuances, plus rarement noire ou alezane.
Le tempérament est assez vif et nerveux.

## Utilisations
De par sa création et sa sélection, le trotteur italien est fait pour le monde des courses de trot : il constitue l'un des trotteurs les plus rapides au monde, avec les chevaux français et américains. Il est ensuite le plus souvent réorienté comme cheval de loisir. Les plus grands trotteurs italiens sont  Vandalo, Tornese, Mistero et Varenne.

## Diffusion de l'élevage
La base de données DAD-IS l'enregistre comme race de chevaux locale italienne, issue d'animaux localement adaptés à l'Italie. En revanche, aucun niveau de menace n'est indiqué. En 2005, 11 260 trotteurs italiens étaient recensés en Italie. la race est en revanche méconnue en dehors de ce pays. L'étude menée par l'Université d'Uppsala pour la FAO et publiée en août 2010 signale le Italian trotter comme race locale européenne, qui n'est pas menacée d'extinction.